# Bonnstan

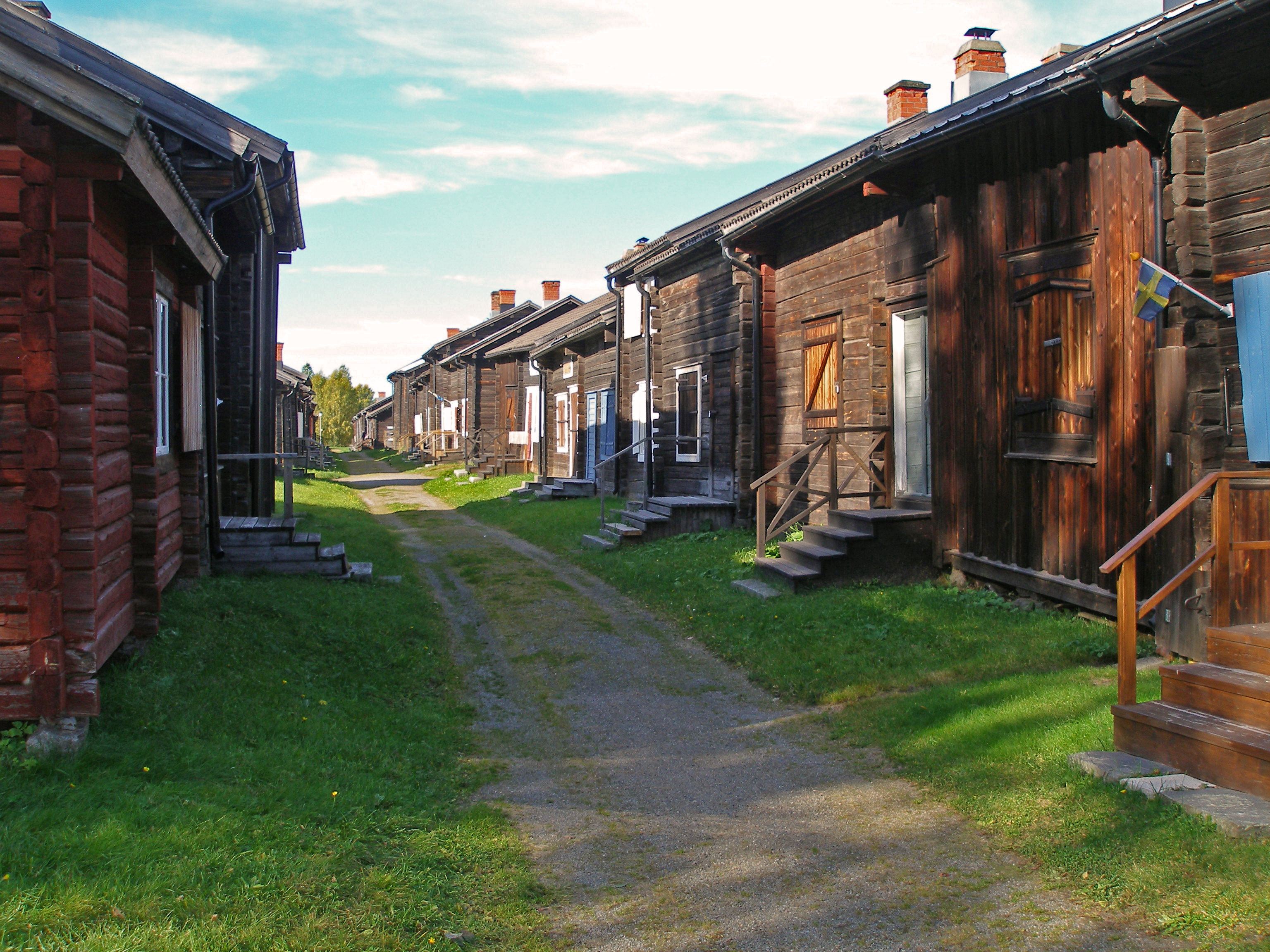
Teilansicht

Bonnstan in Skellefteå ist eines der am besten erhaltenen Kirchendörfer in Schweden. Es liegt östlich des Stadtzentrums am Skellefte älv noch vor der Landeskirche.
Es handelt sich um 116 einfache Bauwerke, die in fünf Reihen angeordnet sind. Die ersten Häuser entstanden im 17. Jahrhundert als zeitweilige Unterkünfte, da auch weit vom Zentralort entfernt lebende gläubige Familien zum Kirchenbesuch verpflichtet waren. In den unter Denkmalschutz stehenden Gebäuden sind keine elektrischen Anlagen oder andere moderne Installationen erlaubt. Sie sind weiterhin in Privatbesitz, können jedoch auf Anfrage besichtigt werden.
Im Jahr 1835 gab es einen Großbrand, nach dem die Häuser, die näher an der Kirche lagen, neu errichtet wurden. Im Kirchendorf findet jährlich ein Kirchenwochenende, ein Markt und das Mittsommerfest statt.